# Jestřebí (kraj hradecki)
Jestřebí – gmina w Czechach, w powiecie Náchod, w kraju hradeckim. Według danych z dnia 1 stycznia 2014 liczyła 163 mieszkańców.